# Edmond Sagot
Pour les articles homonymes, voir Sagot.
Ne doit pas être confondu avec Clovis Sagot.
Edmond-Honoré Sagot, né à Montlignon le 19 août 1857 et mort le 6 avril 1917, est un libraire, marchand d'art, éditeur d'estampes et d'affiches originales. En 1881 il fonde à Paris la maison « Ed. Sagot ». Cet établissement existe toujours sous le nom « Sagot - Le Garrec » et est l'une des plus anciennes galeries d'art encore en activité.
Edmond Sagot est le premier marchand d'art contemporain à se spécialiser dans l'estampe et l'affiche. Suivant son exemple, plusieurs marchands d'estampes émergent au début des années 1890 : Gustave Pellet, Edouard Kleinmann, A. Arnould, puis Ambroise Vollard, qui servit de force motrice au développement, à la vente et à la promotion des estampes d'artistes contemporains.

## Biographie

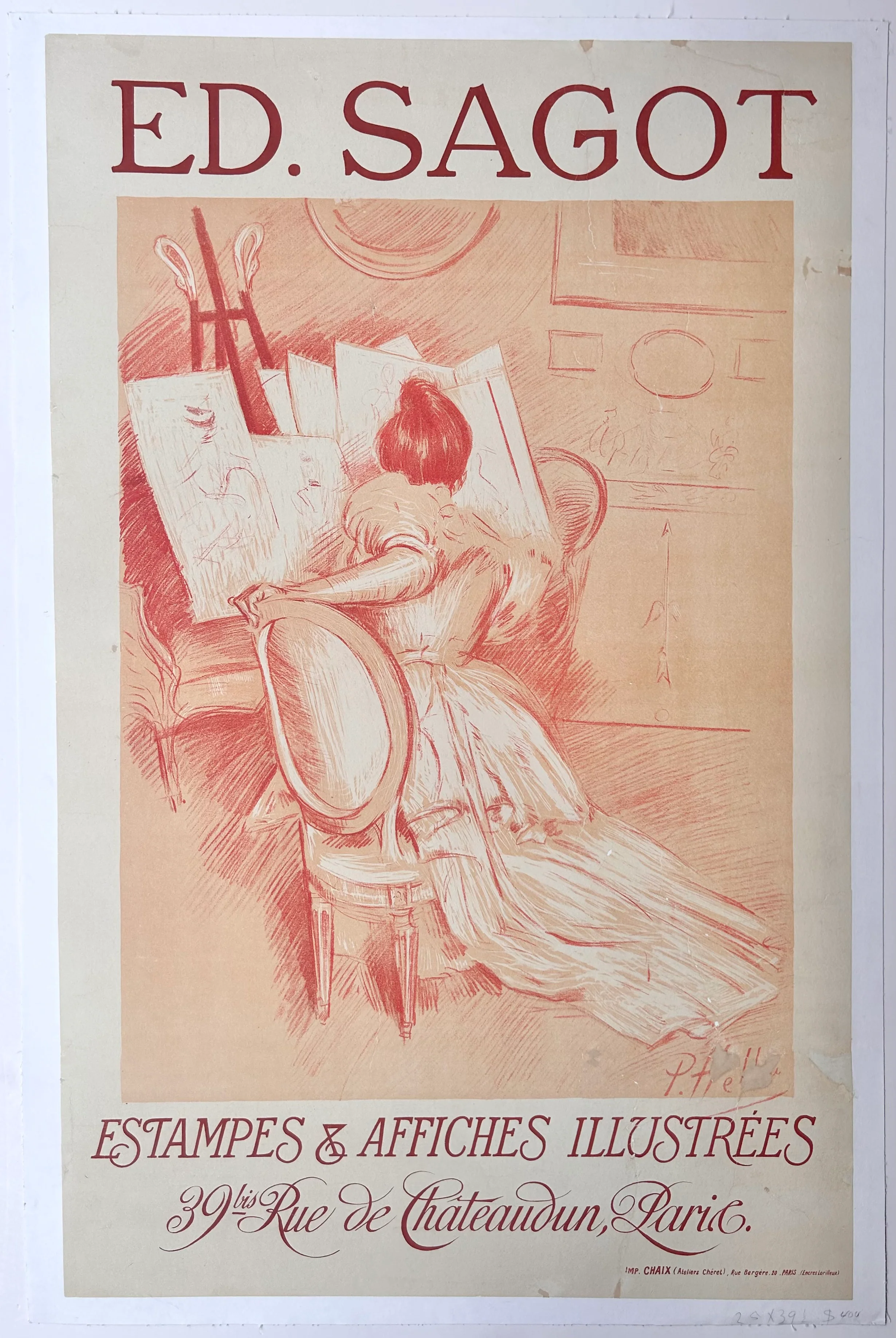
Paul César Helleu, affiche (1900) pour Ed. Sagot.

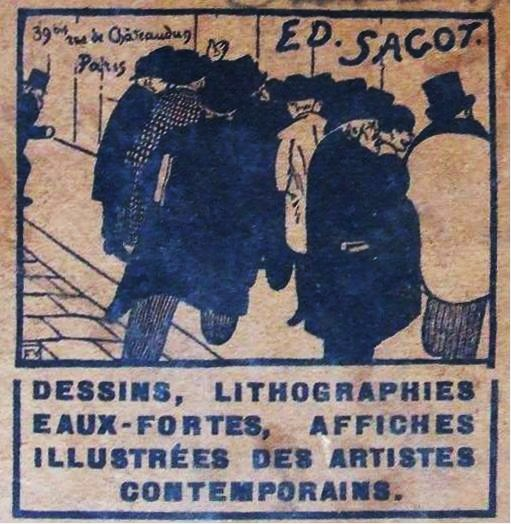
Carte de visite professionnelle de la librairie Sagot par Félix Vallotton.

Edmond Sagot ouvre à Paris en 1881 au 53 rue d'Argout une librairie artistique qui va, dès 1884, faire évoluer ses activités vers le commerce d'estampes. La maison « Ed. Sagot » prend alors pour adresse le 39 bis rue de Châteaudun. On y trouve également du matériel d'encadrement et de dessin.
Sagot vend des dessins, des eaux-fortes, des lithographies, puis, en 1891, publie le premier catalogue au monde d'affiches illustrées par des artistes modernes et contemporains. Cet événement est en partie à l'origine de ce qu'Ernest Maindron et Octave Uzanne appellent bientôt l'« affichomanie ». Sagot fut l'un des pionniers et leaders parisiens de cette nouvelle forme d'art, sa galerie sert de relai de diffusion avec la province et l'étranger, et devient un lieu d'échanges entre de nombreux critiques d'art et de jeunes artistes.
Plus tard, il associe à son activité son gendre, Maurice Le Garrec, qui, en 1917 reprend la galerie sous le nom de « Sagot - Le Garrec, marchand d'estampes », et déménage au 18 rue Guénégaud. Aujourd'hui la galerie Sagot - Le Garrec, toujours spécialisée dans l'estampe et le dessin des XIXe et XXe siècles, est située 10 rue de Buci. Elle est dirigée par Nicolas Romand, cinquième génération de marchands.
Edmond Sagot est aussi connu pour avoir fait l'acquisition de quatre cuivres appartenant à une suite de gravures exécutées par Francisco Goya, les Disparates.
Il est le frère aîné du marchand d'art parisien Clovis Sagot, dit « Sagot le jeune ».

## Production

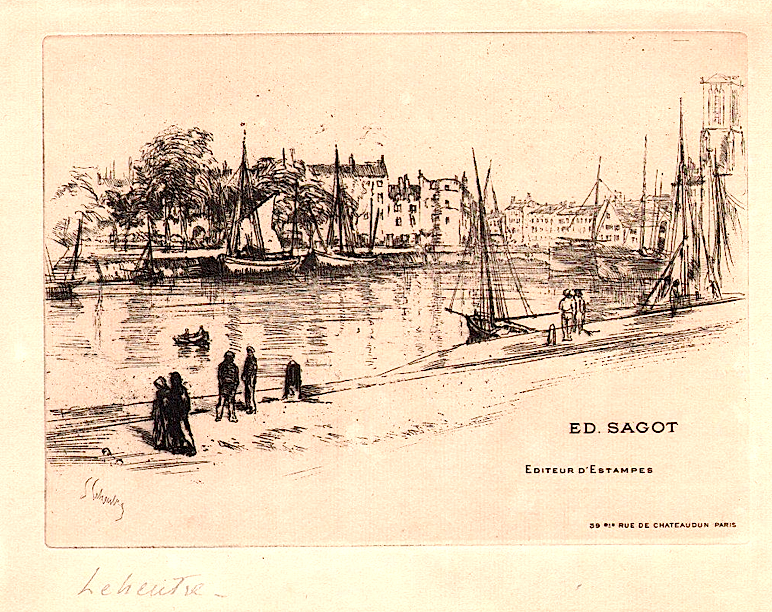
Gravure de Gustave Leheutre pour la carte de la galerie.

Jules Chéret et Paul César Helleu ont produit des affiches pour Edmond Sagot, mais aussi Alexandre Lunois (en 1894), le jeune artiste belge Henri Evenepoel, dont le projet fut exposé au Salon pour l'art (en 1896), George Bottini (en 1898), Edgar Chahine (dès 1897), ou encore Georges de Feure.
La galerie édita des travaux de Eugène Abot, Charles Heyman, Gaston de Latenay, Gustave Leheutre, Alfredo Müller, Manuel Robbe, Tavík František Šimon, Henri de Toulouse-Lautrec, Félix Vallotton.
La galerie édita le Paris-Almanach à partir de la fin 1894, contenant de petites lithographies en couleurs.